# Gabriel Fränkel
Gabriel Löw Fränkel (auch Gabriel Levi, geb. ca. 1640 in Fürth; gest. 26. Juni 1710 in Bamberg) war Gemeindevorsteher der jüdischen Gemeinde in Fürth und Hoffaktor. 
Gabriel Fränkels Familie war schon länger in Fürth ansässig, gehörte nicht zu den Migranten aus Wien 1670 und war nicht mit Elkan Fränkel verwandt. Er wurde als Hofjude im Bistum Bamberg wohlhabend und stiftete in Fürth eine Lehrschule (Klaus) zum Studium der jüdischen Schriften, aus der sich eine private Synagoge entwickelte. Hinweise auf Fränkels religiöse Wurzeln und seine Geschäfte finden sich auch bei Glückl von Hameln. 
Bärmann Fränkel war von 1700 bis 1708 Oberrabbiner in Fürth. Dessen Enkel waren Landesrabbiner von Ansbach bzw. Hofjuden in Ansbach. 

## Einzelbelege
1. ↑  Monika Preuss: Gelehrte Juden: Lernen als Frömmigkeitsideal in der frühen Neuzeit. Wallstein Verlag, 2007, ISBN 978-3-8353-0183-2, S. 46 (google.de [abgerufen am 22. März 2020]).
2. ↑  Monika Preuss: Gelehrte Juden: Lernen als Frömmigkeitsideal in der frühen Neuzeit. Wallstein Verlag, 2007, ISBN 978-3-8353-0183-2, S. 21 (google.de [abgerufen am 22. März 2020]).

| Personendaten    | Personendaten        |
| ---------------- | -------------------- |
| NAME             | Fränkel, Gabriel     |
| ALTERNATIVNAMEN  | Fränkel, Gabriel Löw |
| KURZBESCHREIBUNG | Fürther Hoffaktor    |
| GEBURTSDATUM     | 17. Jahrhundert      |
| GEBURTSORT       | Fürth                |
| STERBEDATUM      | 26. Juni 1710        |
| STERBEORT        | Bamberg              |